# Gnophaela morrisoni
Gnophaela morrisoni là một loài bướm đêm thuộc phân họ Arctiinae, họ Erebidae.